# Sienakremla
Sienakremla (Russula puellaris) är en svampart som beskrevs av Fr. 1838. Sienakremla ingår i släktet kremlor och familjen kremlor och riskor.  Arten är reproducerande i Sverige. Inga underarter finns listade i Catalogue of Life.

## Bildgalleri

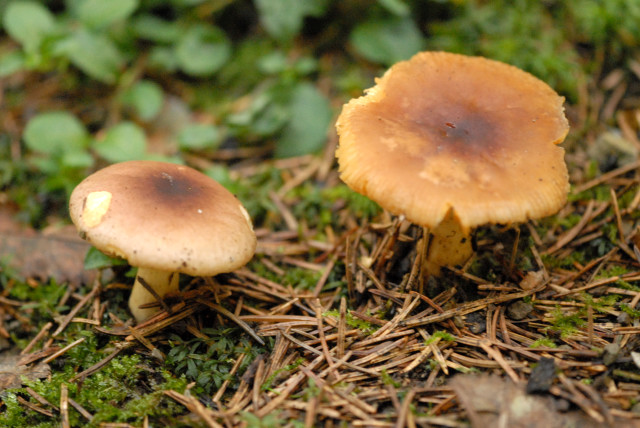
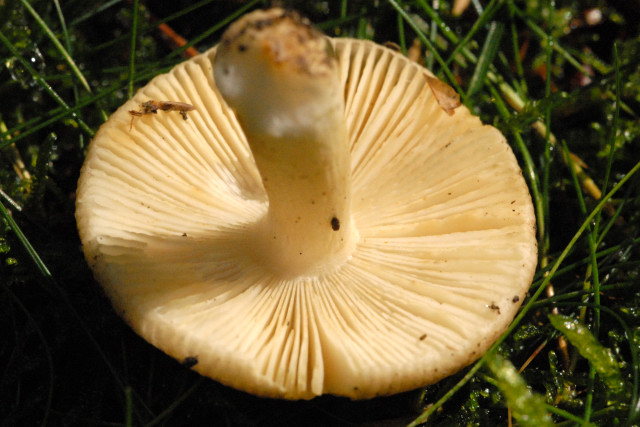
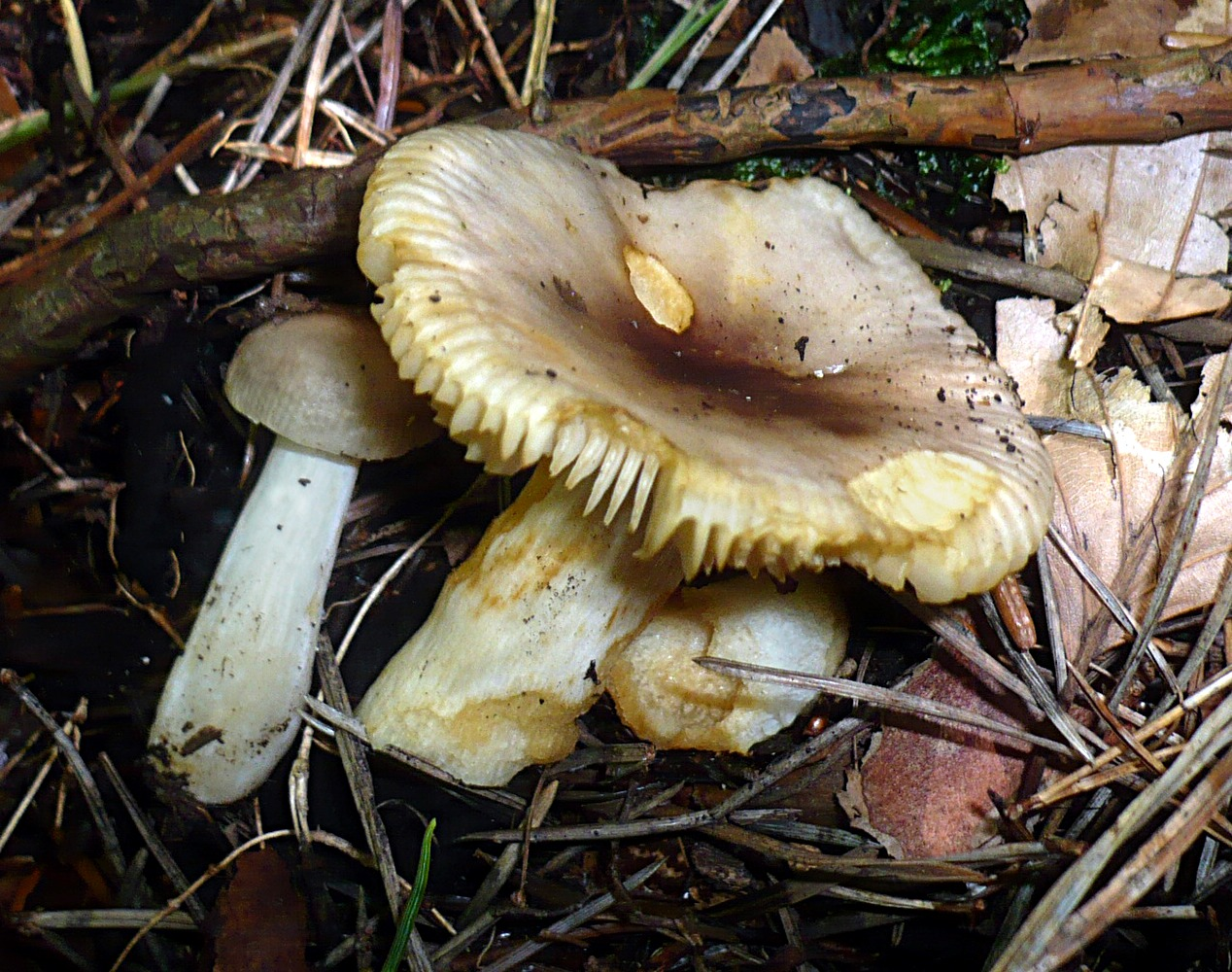
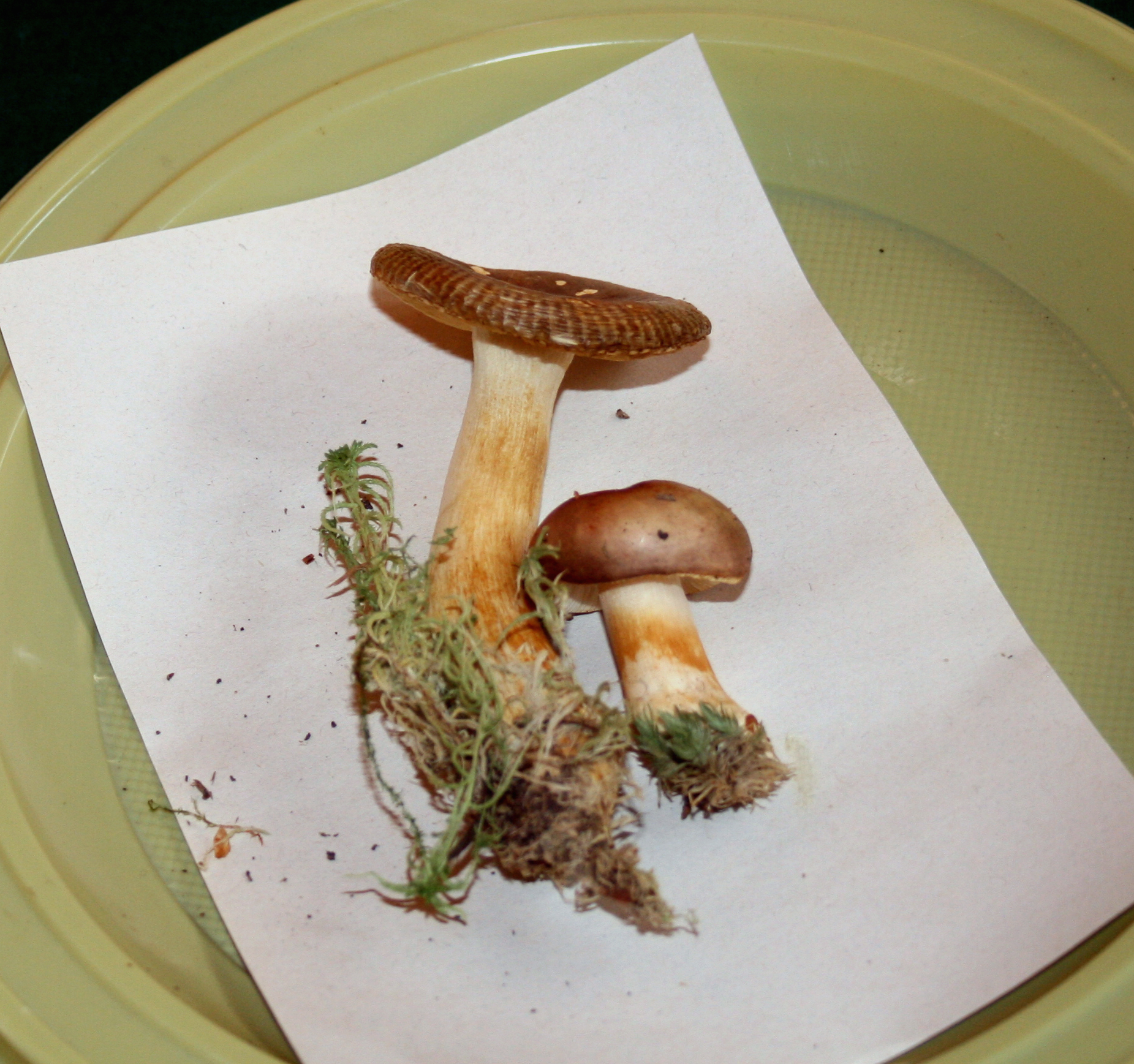
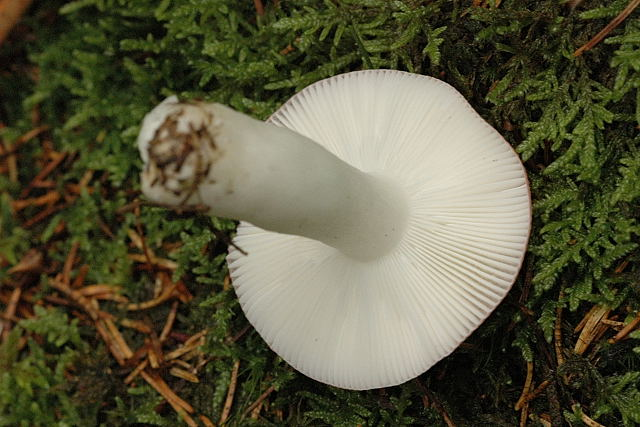